# Sender Erbi
Der Sender Erbi ist eine Einrichtung zur Verbreitung von UKW-Hörfunkprogrammen auf dem Berg Erbi bei Vaduz, 968 Meter über NN. Als Antennenträger kommt ein 81,26 Meter hoher freistehender Stahlbetonturm zum Einsatz, welcher 1993 errichtet wurde. Er ist das höchste Bauwerk in Liechtenstein. Der Sender ist der wichtigste Rundfunksender innerhalb Liechtensteins. Er deckt neben dem Gebiet zwischen Ruggell und Balzers auch Teile der Ostschweiz ab.

## Abgestrahlte Programme
| Programm           | Frequenz | Sendeleistung |
| ------------------ | -------- | ------------- |
| Radio FM1          | 87,80    | 0,5 kW        |
| Radio SRF 1        | 88,20    | 0,12 kW       |
| Radio SRF 2 Kultur | 91,70    | 0,12 kW       |
| Rete Uno           | 94,10    | 0,12 kW       |
| Radio SRF 3        | 98,60    | 0,12 kW       |